# Алея вікових лип (Старосамбірський район)
Але́я вікови́х лип — ботанічна пам'ятка природи місцевого значення в Україні. Розташована в межах Самбірського району Львівської області, в центральній частині села Муроване. 
Площа 0,23 га. Статус надано рішенням Львівської обласної ради народних депутатів № 495 від 9 жовтня 1984 року. 
Статус надано з метою збереження дворядної алеї, засадженої віковими липами. Довжина алеї близько 180 м. Вона веде від центру села через парк XVIII століття до залишків замку Мнішеків.